# José Manuel Roca
José Manuel Roca Cases (Orihuela, 28 febbraio 1976) è un allenatore di calcio ed ex calciatore spagnolo, di ruolo portiere.